# Шамплен (Арденны)
Шампле́н (фр. Champlin) — коммуна во Франции, находится в регионе Шампань — Арденны. Департамент — Арденны. Входит в состав кантона Рюминьи. Округ коммуны — Шарлевиль-Мезьер.
Код INSEE коммуны — 08100.
Коммуна расположена приблизительно в 185 км к северо-востоку от Парижа, в 100 км севернее Шалон-ан-Шампани, в 29 км к западу от Шарлевиль-Мезьера.

## Население
Население коммуны на 2008 год составляло 75 человек.
| 1962 | 1968 | 1975 | 1982 | 1990 | 1999 | 2008 |
| ---- | ---- | ---- | ---- | ---- | ---- | ---- |
| 98   | 106  | 73   | 75   | 74   | 80   | 75   |

## Экономика
В 2007 году среди 45 человек в трудоспособном возрасте (15—64 лет) 34 были экономически активными, 11 — неактивными (показатель активности — 75,6 %, в 1999 году было 87,5 %). Из 34 активных работали 31 человек (15 мужчин и 16 женщин), безработных было 3 (1 мужчина и 2 женщины). Среди 11 неактивных 5 человек были учениками или студентами, 5 — пенсионерами, 1 был неактивным по другим причинам.

## Фотогалерея

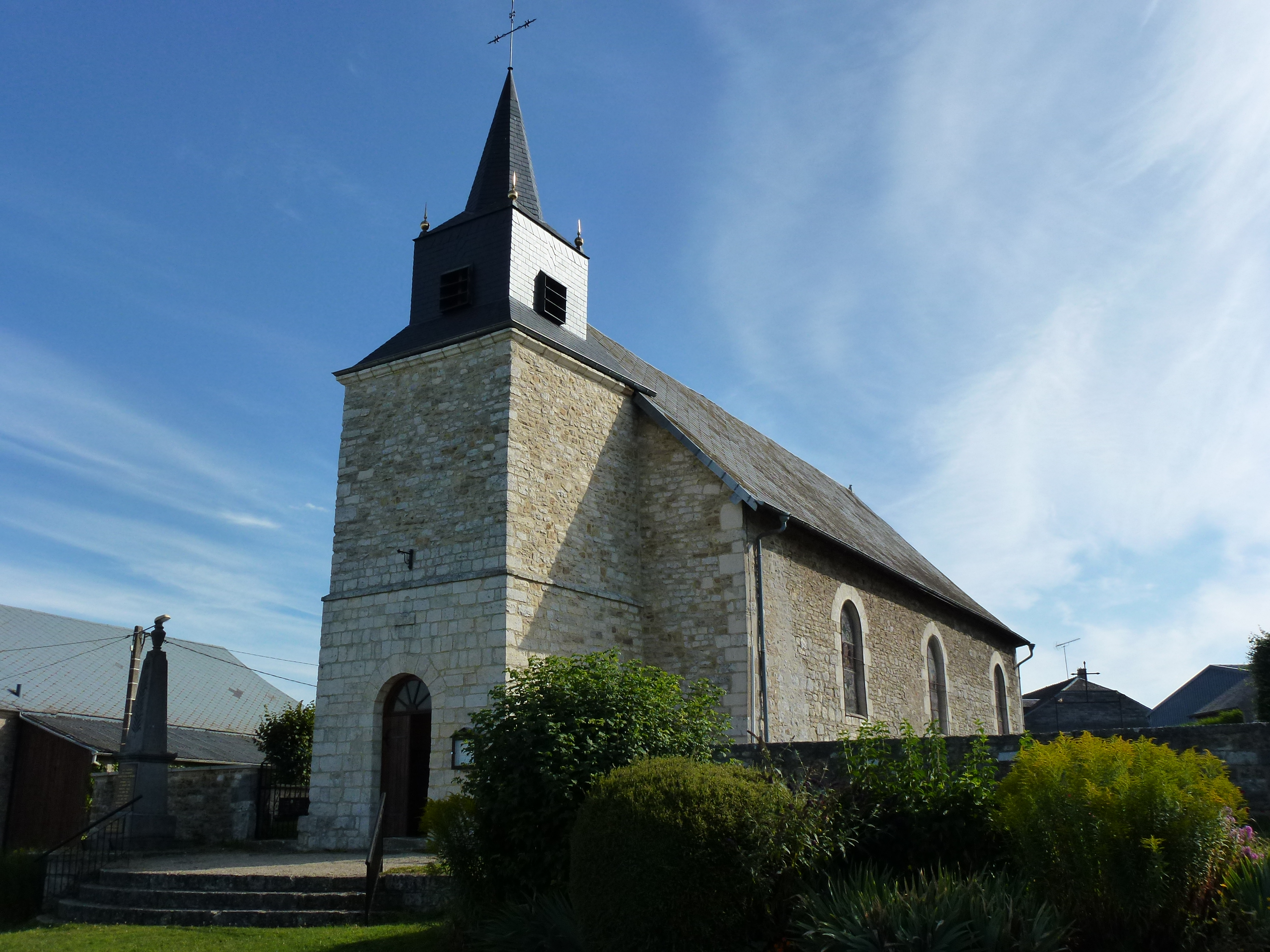
Церковь Сент-Маргерит
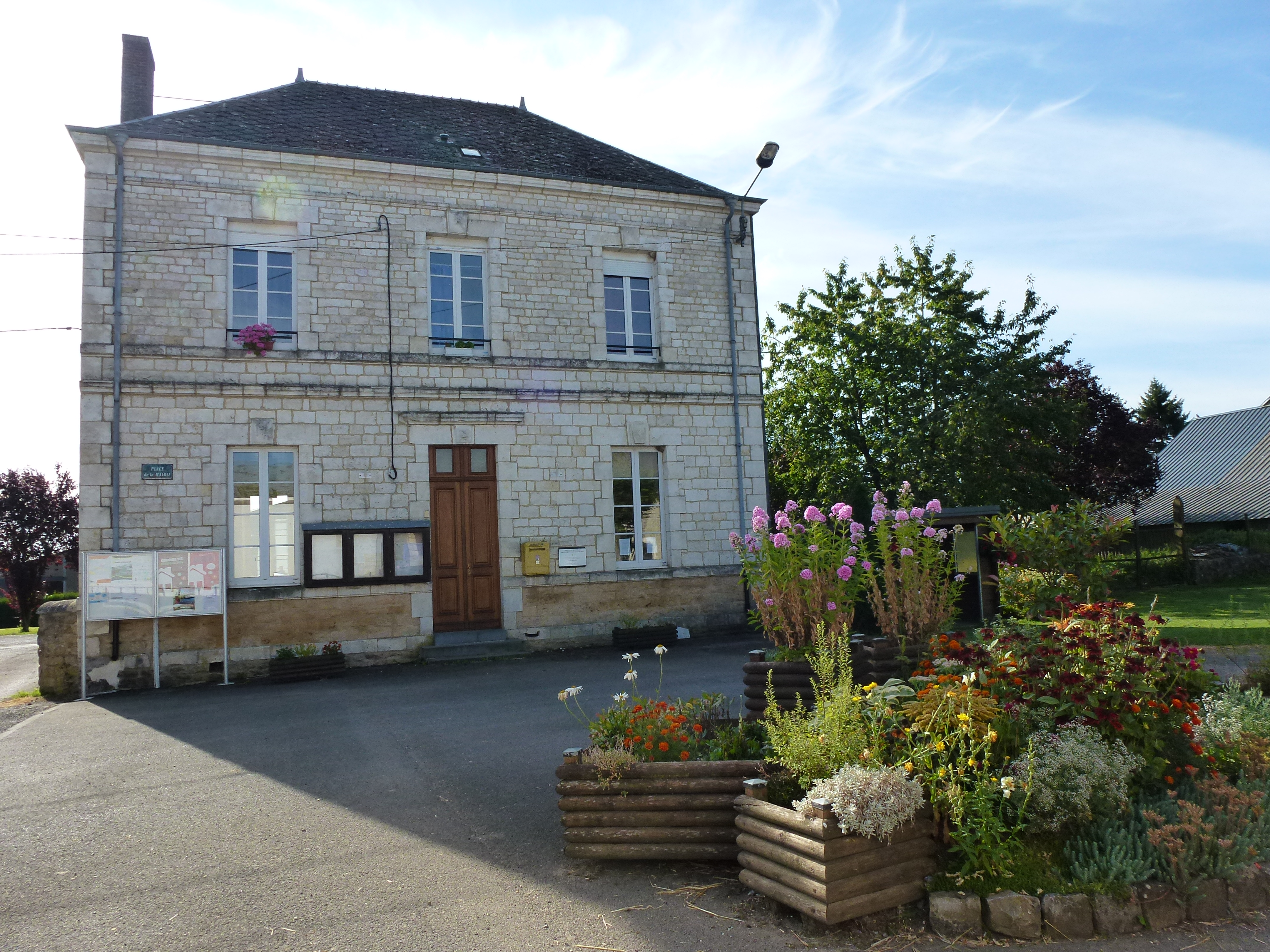
Мэрия
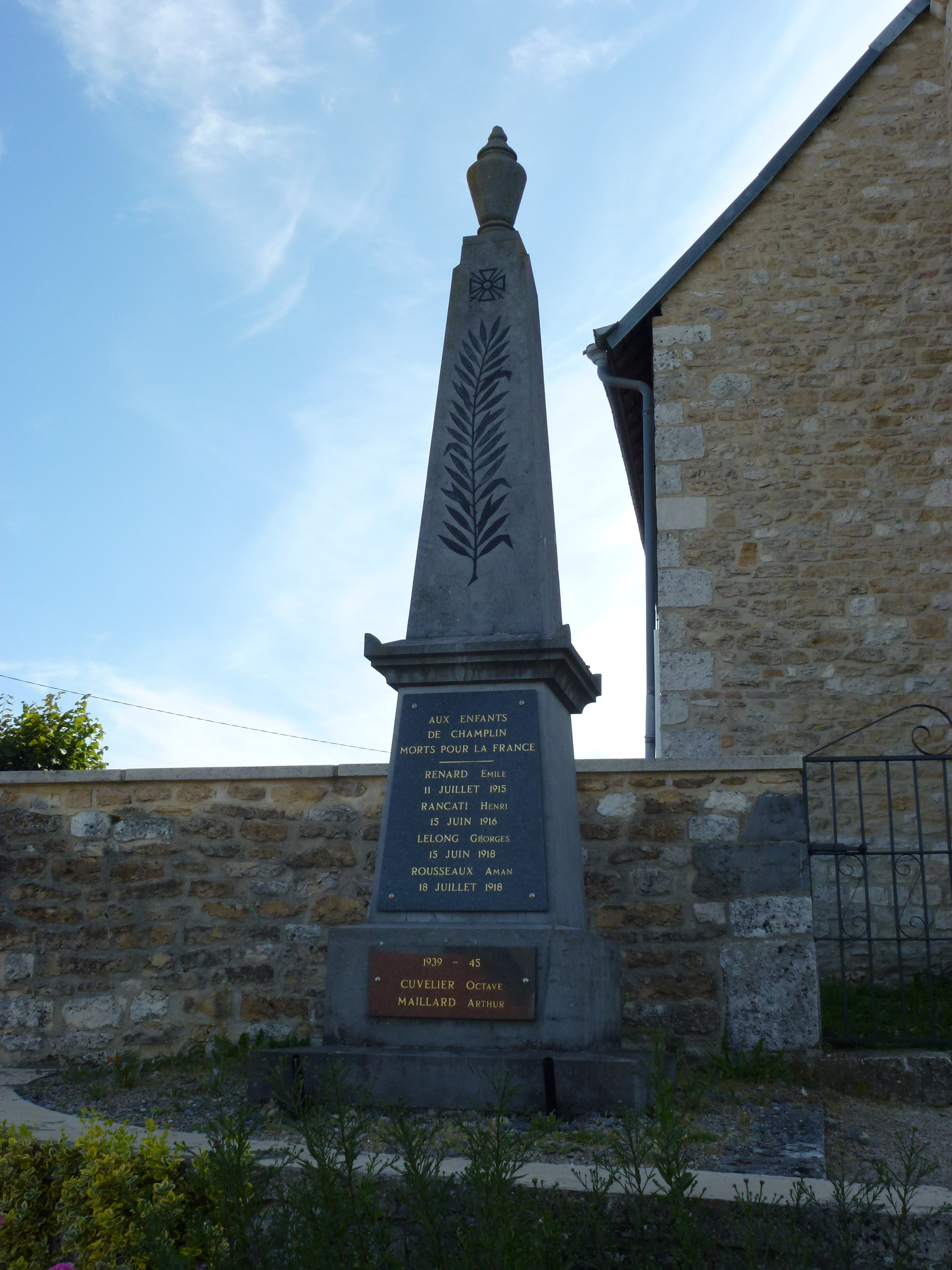
Памятник погибшим в Первой мировой войне
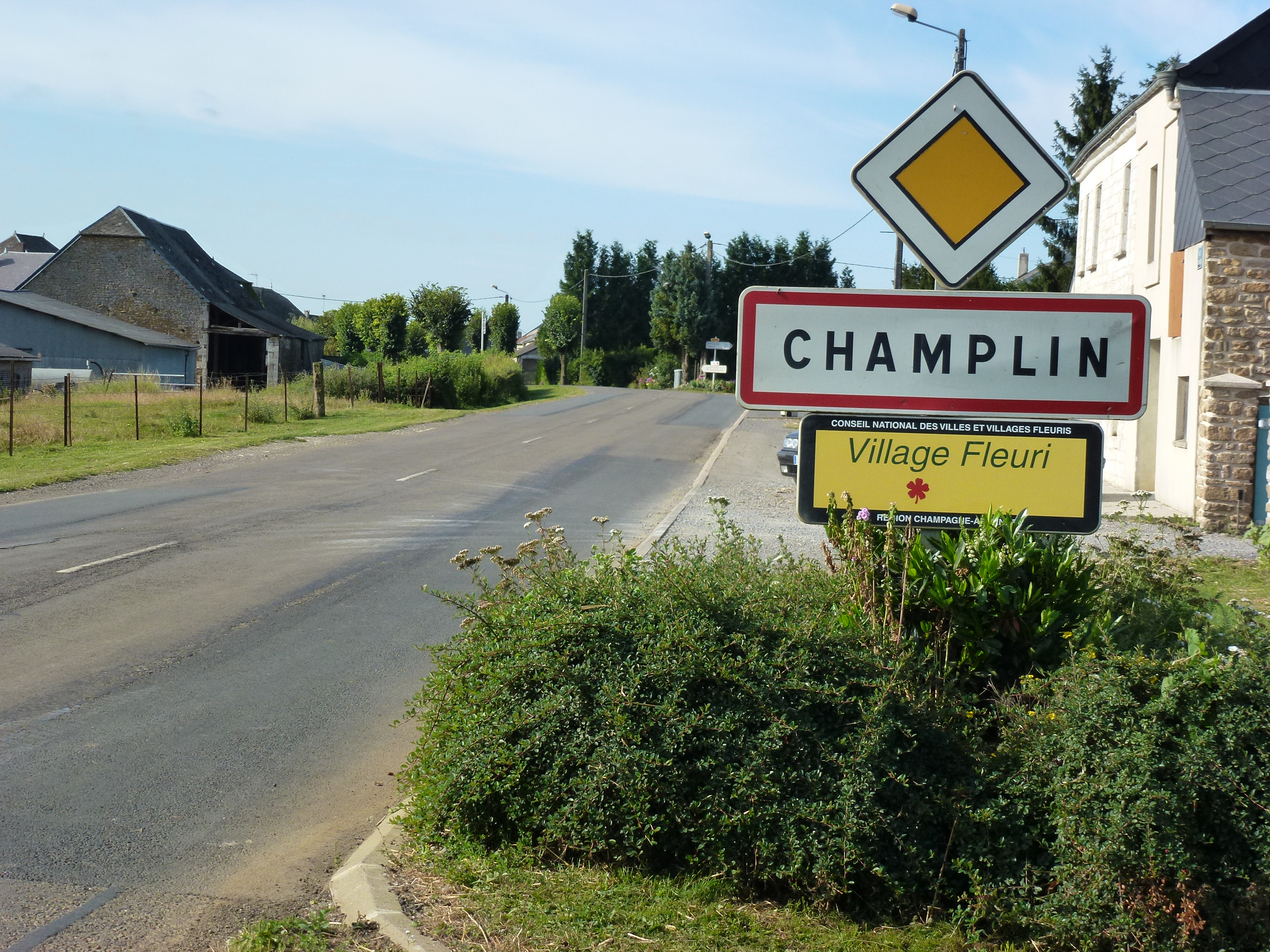
Въезд в Шамплен